# 회장저고리
회장저고리(回裝-)는 저고리의 일종으로서 특별히 깃·끝동·고름 중 어느 한가지라도 길과 색이 다른 것을 뜻한다. 한편, 깃·끝동·곁마기·고름이 길과 다른 색으로 된 경우에는 삼회장저고리라고 따로 부른다.
회장저고리의 형태가 유래한 것은 삼국시대 때로서 치마, 저고리, 두루마기 등에 다른 색의 선을 덧댄 것이 시초다.
회장저고리는 일반 저고리와 달리 배색에 차이가 있기에 더 날씬하게 보이게 하는 효과가 있어서 여성들의 체형을 맵시있게 하는 데 도움을 준다.
이와 달리 끝동만 색을 달리 하는 경우를 반회장 저고리라고 달리 부르기도 한다.

## 같이 보기
- 저고리
- 한복